# Direitos LGBT na Líbia
As pessoas LGBTI na Líbia enfrentam-se a certos desafios legais e sociais não experimentados por outros residentes. Todas as relações sexuais fora do casamento estão penadas na Líbia.

## Aspectos legais
A maior parte do território atual de Líbia fez parte do Império Otomano até sua partição depois da I Guerra Mundial. Existem numerosos testemunhos homoeróticos de todo este período que indicam que, ainda que reprovada pelas autoridades religiosas, a homossexualidade era uma prática comum entre as elites políticas no âmbito privado. Em 1858, durante as reformas do Tanzimat, aprovou-se o primeiro Código Penal, descriminalizando a homossexualidade em todo o território otomano.
Depois da dissolução do Império otomano, Líbia converteu-se numa colónia italiana até a II Guerra Mundial. Passou então a ser uma administração militar britânica e francesa até a unificação destes territórios e sua independência em 1951. Em 1953 aprovou-se o atual Código Penal libio, cujos artigos 407 e 408 penalizam todas as práticas sexuais fora do casamento com até 5 anos de prisão.

## Condições sociais
A maioria das pessoas LGBTI em Líbia mantêm sua identidade oculta por medo a represálias. Depois da guerra civil de 2011 as condições de vida para as pessoas homossexuais pioraram ainda mais, com uma política que tem dado uma mudança ideológica para o conservadorismo religioso.
Em 2014 criou-se Quzah (em árabe قـــزح, Arcoiris), uma comunidade on-line para sensibilizar e lutar pelos direitos da diversidade sexual desde o anonimato.

## Tabela Sumária
| Homossexualidade descriminalizada          | Não |
| Aprovação formal para reatribuição de sexo | Não |